# أبراهام سالز
ابراهام سالز (بالألمانية: Abraham Salz)‏ (و. 1864 – 1941 م) هو محامي نمساوي، ولد في تارنوف، توفي عن عمر يناهز 77 عاماً.